# Valiant Comics
Valiant Comics — американское издательство комиксов и сопутствующих медиа. Компания была основана в 1989 году бывшим главным редактором Marvel Comics Джимом Шутером совместно с юристом и бизнесменом Стивеном Массарским. В 1994 году компания была продана Acclaim Entertainment. После банкротства Acclaim в 2004 году, компания была перезапущена как Valiant Entertainment предпринимателями Динешем Шамдасани и Джейсоном Котари в 2005 году.
В 2012 году издательство начало кампанию по продвижению своих комиксов «Summer of Valiant», благодаря которой победило на конкурсе Diamond Gem Awards в номинации «Издательство года» и было номинировано на «Комикс года». Их комикс Unity стал хитом продаж, а издательство стало самым номинируемым на Премии Харви с 2014 по 2016 годы.
В 2015 году компания объявила о сотрудничестве с Sony Pictures для производства пяти фильмов, основанных на комиксах Бладшот и Предвестник. Права на Предвестника в 2019 году выкупает Paramount Pictures.
В 2018 году компания была куплена DMG Entertainment.

## История

### Voyager Communications
В 1987 году главного редактора Marvel Comics Джима Шутера уволили и он вместе с группой инвесторов попытался приобрести Marvel Entertainment. Однако, финансист Рональд Перельман предложил большую ставку и купил компанию. После этого, в 1989 году, Джим осознаёт свою способность убеждать потенциальных инвесторов и вместе со Стивеном Массарски создаёт Voyager Communications при венчурном финансировании от Triumph Capital. Их новая компания наняла бывших сотрудников Marvel, таких как художник Барри Виндзор-Смит и писатель Боб Лэйтон.
Сначала команда издательства состояла всего из 10 человек и была вынуждена ютиться в холодном лофте. Позже компания приобрела у Nintendo права на публикацию комиксов про Марио, Metroid и The Legend of Zelda. Так как у журнала Nintendo Power было огромное количество фанатов, и они надеялись таким образом получить помощь в продвижении. Valiant выпускает комикс Super Mario Brothers Special Edition #1, однако он не пользовался популярностью и принёс компании значительные убытки.
В мае 1991 года выходит комикс Magnus, Robot Fighter, а в сентябре — Solar, Man of the Atom.
В Январе 1992 появляется одна и самых популярных работ издательства — Предвестник, который в дальнейшем получил перезапуск в 2012 году и собрал большое количество наград. В этом же году Джим получает награду Lifetime Achievement Award, а к концу года покидает компанию.

### Acclaim Entertainment
В июне 1994 крупный разработчик игр Acclaim Entertainment покупает Voyager Communications за 65 миллионов долларов. В результате их сотрудничества на рынок выходят такие игры как Shadow Man, Turok: Dinosaur Hunter, Iron Man and X-O Manowar in Heavy Metal и Armorines: Project S.W.A.R.M., основанные на комиксах.
Благодаря высокому финансированию, издательство смогло позволить себе нанимать известных художников, решив таким образом вернуть утраченную популярность. Помимо этого, компания решила выпускать свои комиксы дважды в месяц, однако это принесло только убытки.
Комиксы выходят вплоть до 2002 года, пока Acclaim не становится банкротом.
В 2005 году права на некоторых персонажей (Archer and Armstrong, Rai, Quantum and Woody) выкупает Valiant Entertainment, а часть других (Solar, Magnus and Turok) переходит к DreamWorks Classics.

### Valiant Entertainment
В 2007 в Valiant возвращается Джим Шутер, а в августе 2011 года компания нанимает бывших сотрудников Marvel Comics и Wizard Entertainment и получает инвестиции от Cuneo & Company.
Летом 2012 выходят ремейки на 4 старых комикса: X-O Manowar, Harbinger, Bloodshot и Archer & Armstrong. X-O Manowar получает предзаказ на 42 тысячи копий. После ошеломительного успеха, компания принимает решение выпустить в ноябре пятый ремейк — Shadow Man.
В мае 2013 года Valiant повторяет успех прошлого лета: в рамках компании «Summer of Valiant 2013» выходят новые истории — Quantum & Woody и Eternal Warrior.
в 2016 году Valiant было самым номинируемым издательством на премию Харви.

### DMG Entertainment
29 января 2018 года DMG Entertainment покупает компанию Valiant и меняет руководство.
В марте 2018 компания утверждает Вина Дизеля на главную роль в фильме «Бладшот». Работа над фильмом началась в 2012 году, однако лишь в марте 2020 года он выходит на экраны. К премьере фильма компания планировала выпустить ремейк комикса.
7 июня 2018 года Valiant объявляет что запускает новые комиксы — Faith: Dreamside, сиквел Bloodshot Rising Spirit, Livewire, Incursion. В декабре того же года Valiant анонсирует выход ещё четырёх комиксов: The Life and Death of Toyo Harada, Punk Mambo, Fallen World, Killers.